# Рієлтор
Рієлтор (англ. realtor) — посередник, агент, що здійснює діяльність на ринку нерухомості з метою отримання доходу (комісійних). Рієлтор є фізичною особою, яка виконує рієлторську діяльність на підставі ліцензії, якщо цього вимагає закон, працює в штаті рієлторської фірми на підставі трудового договору, договору підряду або договору доручення з нею як індивідуальний підприємець без створення юридичної особи, зареєстрований у встановленому законом порядку.
В Україні такими посередниками є: агентства нерухомості, приватні особи рієлтори (часто називаються «приватний рієлтор»)
Неправильним є правопис «ріелтор» та «ріелтер».

## Рієлтор чи маклер
Часто рієлторів називають маклерами. Маклер — посередник на біржі, рієлтор — теж посередник, але виключно на ринку нерухомості.

## Історія виникнення
В Україні виникло в 1990-х роках з розпадом СРСР і початком формування ринкової економіки в Україні.
9 жовтня в Україні вважається Днем рієлтора. У США словом «realtor» мають право називатися лише члени Національної Асоціації Рієлторів (англ. National Association of Realtors, NAR), а інші посередники на ринку нерухомості називаються «брокер нерухомості» (real estate broker).

## Законодавче регулювання
Не існує закону, який би регулював статус рієлторської діяльності в Україні. Натомість є проєкт закону України «Про рієлторську діяльність», декілька разів відхилений ВРУ, він носить виключно декларативний характер без конкретних правил роботи на ринку нерухомості.